# Helmut Damerau
Helmut Damerau (* 15. Oktober 1906 in Saalfeld, Kreis Mohrungen; † 20. Februar 2000 in Gröbenzell) war ein Publizist und Verleger.

## Leben
Nach dem Abitur am Elbinger Heinrich-von-Plauen-Gymnasium trat er in den Dienst der ostpreußischen Provinzialverwaltung. Seit 1924 war er Zeitfreiwilliger und später Reserveoffizier. Zum 1. Oktober 1929 trat er der NSDAP bei (Mitgliedsnummer 168.381). 1934 wurde er Bürgermeister in Preußisch Holland und fünf Jahre später Landrat im Heydekrug. Seine offizielle Einsetzung in das Amt erfolgte am 7. März 1942. In der NSDAP wurde er Kreisleiter. Im Zweiten Weltkrieg nahm er als Kompaniechef am Polen- und Frankreichfeldzug sowie am Deutsch-Sowjetischen Krieg teil. Er war nach Kriegsende bis 1948 in amerikanische Kriegsgefangenschaft. Im Gefangenenlager von Garmisch-Partenkirchen einigte er sich mit Heinrich Detloff von Kalben darauf, eine Zeitung zu gründen, die die Rechte deutscher Soldaten wirksam vertreten soll. Der General der Waffen-SS Felix Steiner und Joachim Ruoff schlossen sich den Gründern an.
1950 trat er in Coburg der Landsmannschaft Ostpreußen bei und war schriftstellerisch tätig. 1951 erschien die erste Ausgabe der Deutschen Soldaten-Zeitung (DSZ). Nachdem amerikanische Freunde im Winter 1953 ihr finanzielles Engagement wegen „rechtsextremer Tendenzen in der Berichterstattung“ eingestellt hatten, wurde er für knapp ein Jahr vom Bonner Presseamt der Bundesregierung mit monatlich 11.000 DM subventioniert. Im Oktober 1954 erfuhr er, dass die Bundesregierung wünscht, dass er seinen Schild-Verlag, in dem die DSZ erschien, an den Kölner Verleger Stoph verkaufen soll, was er jedoch ablehnte. Ab 1959 versuchte der damalige Bundesverteidigungsminister Franz Josef Strauß, die DSZ unter seine Kontrolle zu bringen. 
Als die DSZ vom Passauer Verleger Hans Kapfinger gedruckt wurde, war Damerau bei diesem bald verschuldet. Sein freier Mitarbeiter Gerhard Frey half ihm aus den finanziellen Schwierigkeiten und erhielt dafür später die Hälfte der Anteile an der DSZ. Die DSZ war dadurch die Vorläuferin der Deutschen National-Zeitung. Damerau war auch Herausgeber des Deutschen Soldatenjahrbuchs.
Über viele Jahre war Damerau im Vorstand der Landesgruppe Bayern Leiter des politischen Aktionsausschusses und wirkte als Vorstandsmitglied wesentlich beim Aufbau der Einrichtungen der Ost- und Westpreußenstiftung in Oberschleißheim mit. Bis zu seinem Tode war er Kuratoriumsmitglied der Ost- und Westpreußenstiftung.